# Exploration urbaine

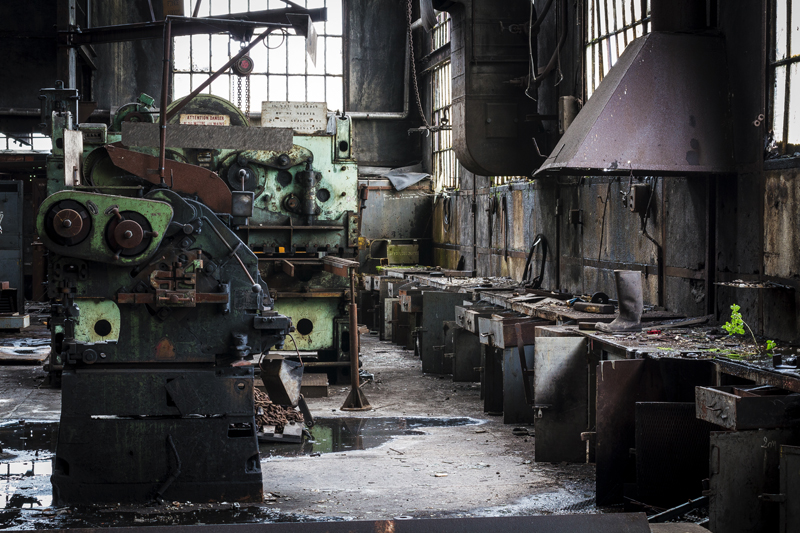
Atelier à l'arrêt dans un site minier.

L’exploration urbaine, abrégée en urbex (de l'anglais urban exploration), est une pratique consistant à visiter des lieux construits et abandonnés par l’homme ou inaccessibles au public, l’explorateur urbain étant communément désigné par le néologisme urbexeur.
L'historien Nicolas Offenstadt définit l'exploration urbaine comme une « visite sans autorisation et le plus souvent sans but lucratif de lieux délaissés ou abandonnés ». Elle possède ses propres principes et pour certains un véritable code de conduite visant à préserver les lieux et les protéger au maximum, notamment en dissimulant les adresses des « spots » — surnom donné aux lieux abandonnés — afin d'éviter d'y attirer des casseurs ou des voleurs. 
Cette activité inclut la visite de lieux cachés ou difficiles d'accès, tels que des manoirs, des écoles, des entrepôts désaffectés, des hôpitaux ou sanatoriums, etc. Dans certains cas plus rares, la pratique s'étend à des lieux explicitement interdits comme des tunnels de métro, des catacombes et des rooftops (sommets d'immeubles, monuments…). Elle regroupe ainsi diverses activités dites « underground » comme la cataphilie et la toiturophilie, et elle est très liée à certaines activités sportives telles que l'escalade ou le parkour. La pratique s'est très vite répandue avec l'émergence des réseaux sociaux et plates-formes vidéos, notamment grâce à YouTube. 
Aujourd'hui[Quand ?] l'urbex se transforme dans certains lieux en « tourisme de ruine » où des voyagistes prennent en charge la visite de lieux abandonnés, à Berlin, Görlitz ou Détroit.

## Présentation
L'exploration urbaine, au sens propre, désigne le fait de recueillir des données sur des zones publiques du paysage urbain, délaissées tout ou partie du temps, en vue d'y accéder et de les utiliser. Cette activité, bien que clandestine et faite sans forcément l'autorisation des éventuels propriétaires, n'est prohibée en France que par quelques décrets, arrêtés préfectoraux, ou règlements internes de certaines administrations[Quand ?]. Les exemples de cette activité sont rares et peu connus, pour des raisons pratiques évidentes liées à toute activité clandestine. On peut malgré tout citer celui de l'UX ou Urban eXperiment, dont l'exploration urbaine, au sens propre fut l'activité préliminaire, au début des années 1980.

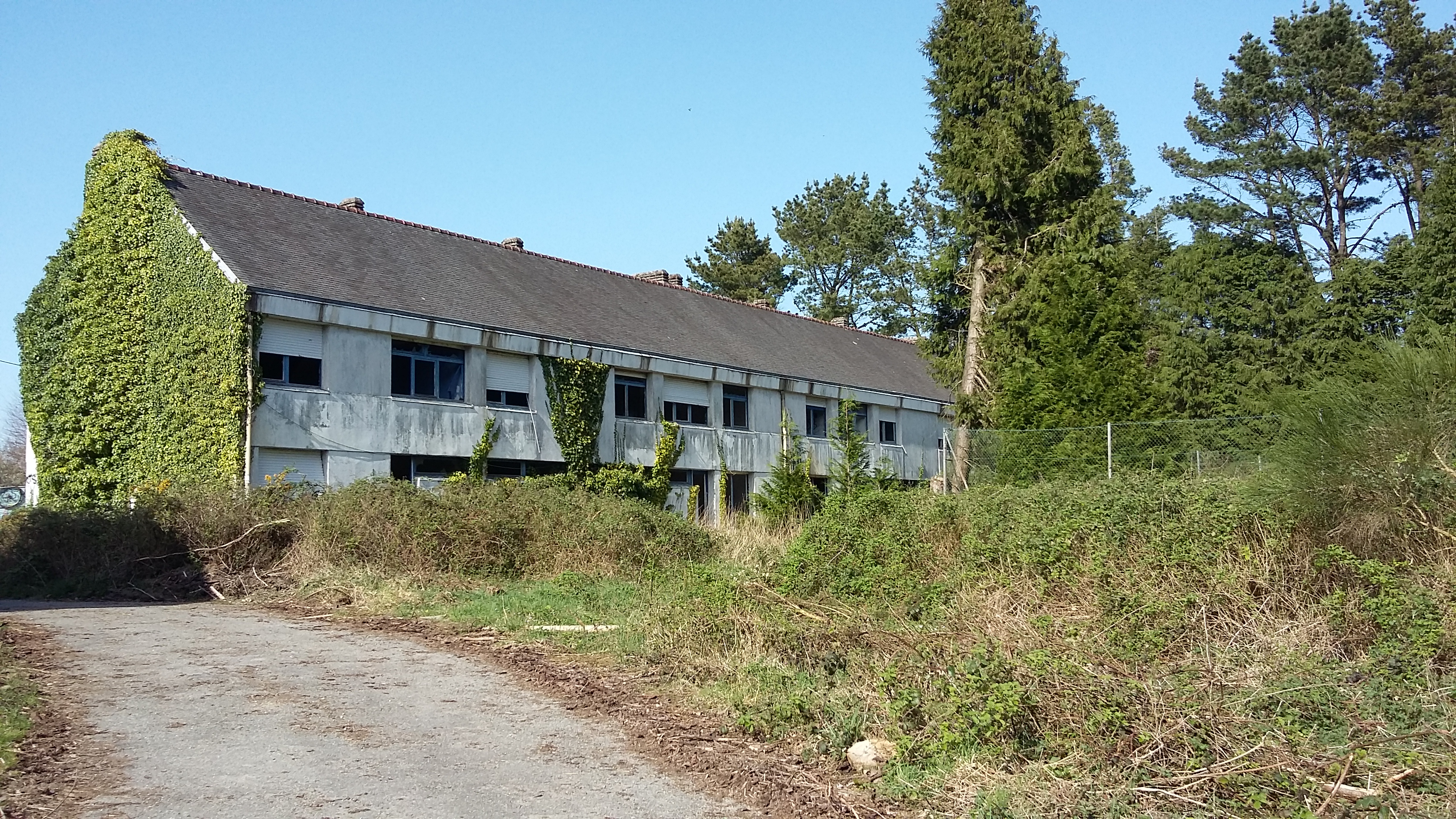
Une cité en Bretagne, France.

Au sens figuré, le terme provient de la traduction littérale de l'expression urban exploration créée par Ninjalicious dans les années 1990 et désigne une activité consistant à visiter des lieux, abandonnés ou non, et en général interdits d'accès, ou tout du moins difficile d'accès. Cette expression devient populaire dans le milieu cataphile à la fin des années 1990, par le biais de reportages télévisuels. Elle marque le début de la diversification de la visite de friches en région parisienne. L'explorateur urbain apprécie la solitude des espaces situés en dehors des zones d'activité et de passage conçues comme telles, pour certains le silence aussi que l'on y trouve : ainsi, la visite guidée de la nef d'une cathédrale sera remplacée par l'exploration nocturne de ses toits, les usines abandonnées deviennent un terrain de jeu, etc.

Proposant une définition large, mais d'abord conditionnée par le rapport singulier de l'individu à son environnement, le blogueur, photographe et explorateur urbain britannique Darmon Richter (The Bohemian Blog) estime que 

« l'exploration urbaine est essentiellement une façon d’atteindre à de nouvelles perspectives sur le monde qui nous environne. C’est regarder un endroit commun avec un nouveau regard, en visitant des sites où la majorité des gens ne penserait ou ne voudrait pas aller ou, peut-être, où ils ne pensent pas être autorisés à aller. C’est en fait un terme si vaste qu’il peut inclure tout et n’importe quoi depuis la visite des canalisations sous la ville où vous avez grandi jusqu’à l’infiltration d’un complexe militaire de haute sécurité sur un continent étranger. »

Historiquement, l'exploration urbaine à proprement parler est une activité pratiquée par l'homme depuis des siècles, comme peuvent en attester les nombreux courants artistiques « retros » de l'histoire des arts, comme l'égyptomanie, ou les peintures du néo-classicisme au Romantisme, périodes où les promenades à travers les ruines romaines parsèment l’Europe. On peut aussi citer les « excursions » macabres dans les catacombes et autres charniers comme autant d'exemples démontrant que l'humain portait déjà au fait de se promener dans une matérialisation visitable de sa propre vanité[réf. nécessaire].

## Origines
La pratique de visiter des lieux abandonnés est ancienne. Elle prend de l'ampleur avec les phénomènes de désindustrialisation dans les années 1970-1990, en particulier en Europe et aux États-Unis. Mais le terme Urbex est plus récent et ne se répand que dans les années 2000. Il est lié à la possibilité d'échanger et de diffuser par internet le fruit de ses visites, ce qui permet de constituer des communautés d'intérêts. En France, la région parisienne est propice à cette activité (métro, nombreux chantiers, usines, hôpitaux et autres bâtiments abandonnés, toits d'immeubles, monuments, souterrains, etc.) et dérive du mouvement de cataphilie. L'Australie, les États-Unis et les pays anglo-saxons d'une manière générale comptent également des communautés importantes de pratiquants.

## Centres d'intérêt des explorateurs urbains
L'exploration urbaine est un ensemble de pratiques, dont les motivations peuvent être très éloignées. Le goût de l'aventure est un élément. Certains seront portés sur l'aspect historique, l'ancien et l'abandonné. Beaucoup d'urbexeurs s'intéressent aux questions du patrimoine et considèrent que l'urbex, sous certaines conditions, permet de préserver l'histoire et la mémoire des sites. Il arrive que des explorations urbaines permettent de sauver ou de signaler des fonds documentaires abandonnés,. Pour d'autres, ce sera la maîtrise de la ville moderne et de ses coulisses. La photographie et la vidéo sont également une motivation importante. Les groupes se forment bien souvent autour d'une de ces pratiques. En France plus qu'ailleurs, la spécialisation des pratiquants est très forte : certains ne vont que dans les catacombes, d'autres ne font que des toits ou des visites du métro. Aujourd'hui certains chercheurs en sciences sociales utilisent l'urbex sur différents terrains, comme Judith Audin autour du développement urbain chinois contemporain. En France, la première[réf. souhaitée] rencontre universitaire autour de l'urbex a été organisée par Nicolas Offenstadt à la Sorbonne en octobre 2018.

### Toiturophile

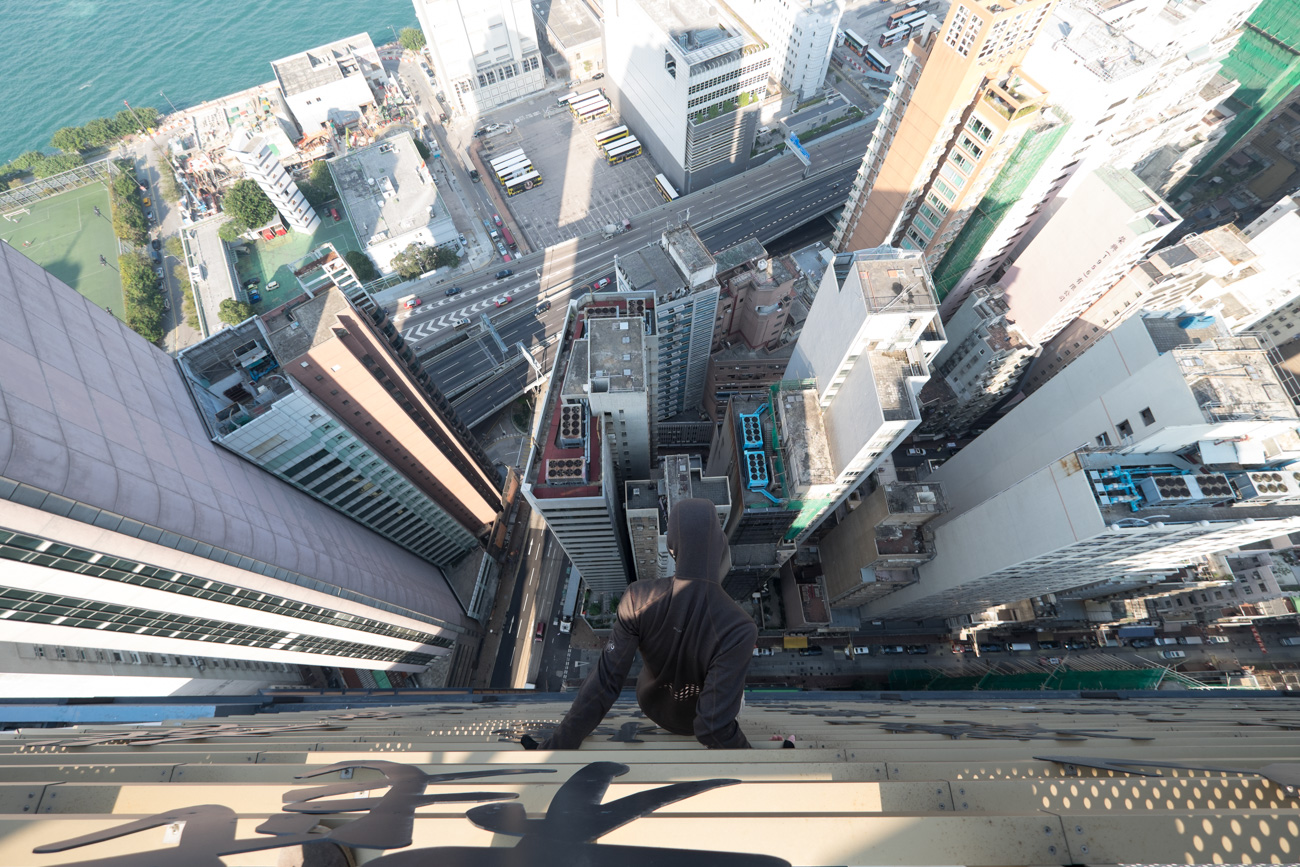
Toiturophilie à Hong Kong.

En toiturophilie, aussi appelée « rooftop », les lieux visités sont presque toujours des toits, que ce soit de résidences, de grands immeubles (administrations, sites publics), d'églises ou de cathédrales. Par extension, le toiturophile escalade aussi des grues ou de hautes cheminées.
Cette activité se pratique généralement de nuit, à la faveur d'accès le plus souvent illégaux. Certains cependant obtiennent des accès légaux, notamment dans le cadre de campagnes d'entretiens ou de reportages photographiques.
Le toiturophile monte généralement sur les endroits les plus hauts, afin d'apprécier la vue et prendre des photos. Au lieu de simplement participer aux visites touristiques, il est motivé par une volonté de calme et de détente. La visite de ces lieux, sans personne pour troubler leur tranquillité, devient alors un moment privilégié d'observation du panorama et de perception des éléments (tel que le vent ou la pluie).

### Cataphilie

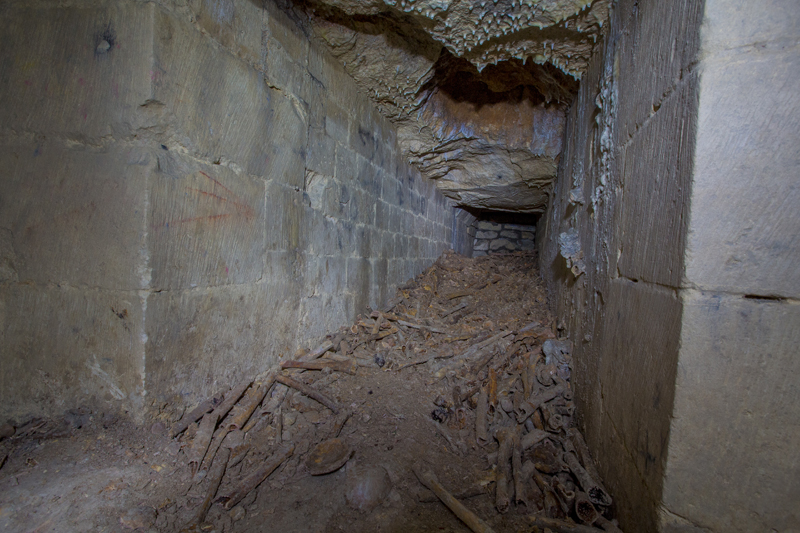
Ossements dans les carrières de Paris.

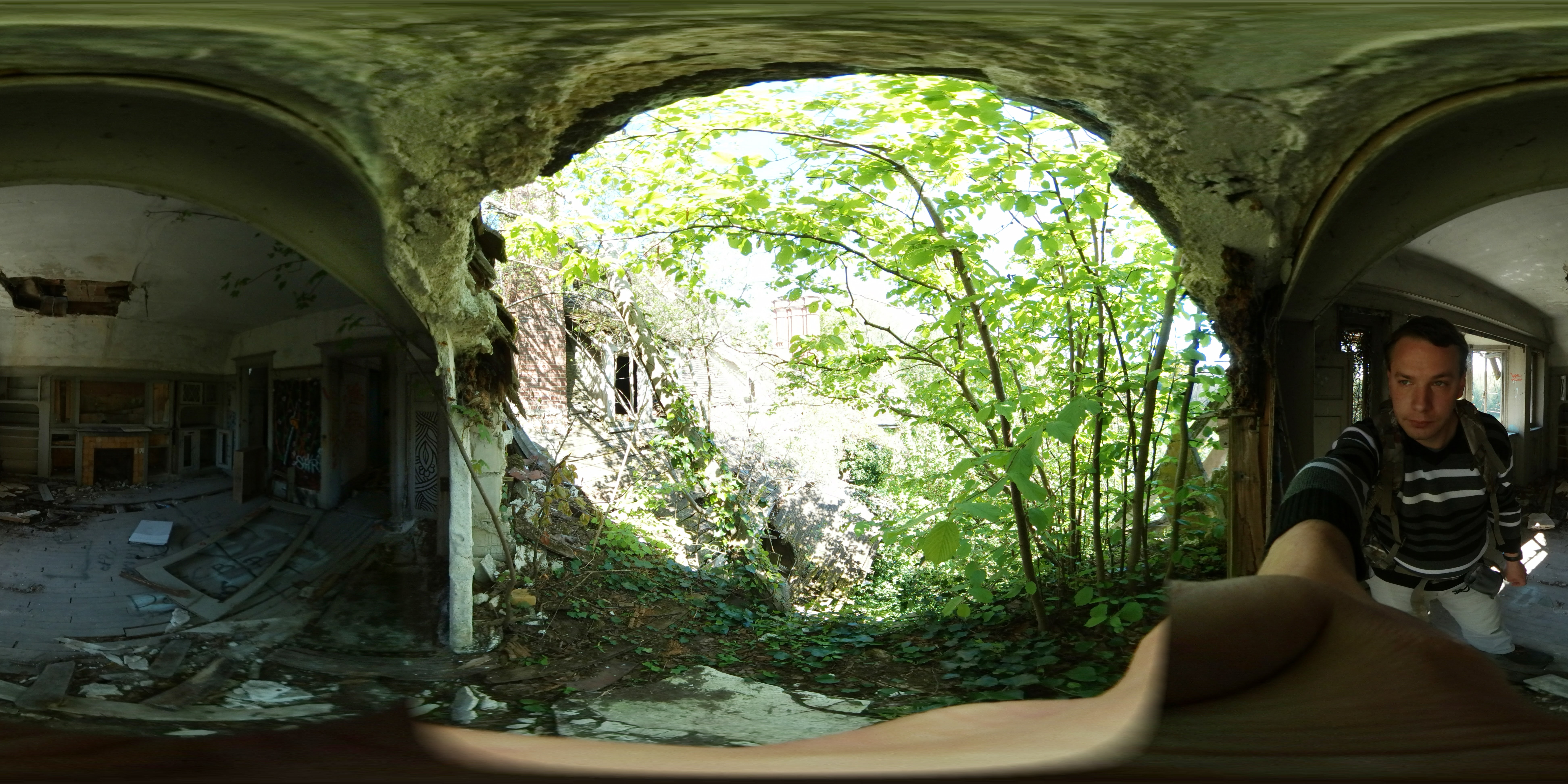
Photo en 360 d'exploration urbaine.

Est qualifié de cataphile tout individu qui pénètre dans les galeries d'inspection des anciennes carrières souterraines de Paris (souvent confondues avec les catacombes) et les parcourt. Les motivations des cataphiles sont très diverses : sont souvent avancés l'intérêt historique, le besoin de solitude, le goût de l'interdit, l'attrait du monde minéral, etc..
Les cataphiles se distinguent essentiellement des spéléologues en ce que la passion des cataphiles vise plutôt à la visite des lieux souterrains construits par la main de l'homme, et présentant à ce titre un attrait historique : ce que l'on appelle, en termes savants, la subterranologie, c’est-à-dire l'étude des infrastructures des grandes villes. Certaines techniques de la spéléologie peuvent parfois être mises à profit pour l'exploration de parties difficiles d'accès (puits sans échelons, passages verticaux effondrés, galeries noyées…).
La cataphilie se diffère aussi de la subterranologie (stricto sensu, la science des souterrains) qui est l'étude des cavités artificielles et des infrastructures souterraines, la cataphilie ne reposant pas forcément sur l'étude des lieux, mais plus sur l'aspect visite et squattage (fêtes).
La cataphilie devint finalement l'appellation globale regroupant cataphilie au sens strict et exploration des carrières de la région parisienne au sens large, notamment à cause de la fermeture progressive de certaines carrières parisiennes et de l'évolution de l'activité cataphile dans les carrières, mines, caves, cryptes, ouvrage troglodytique… d'où un lien entre cataphilie et exploration urbaine, deux pratiques qui se recoupent pour une plus ou moins grande part.
Les carrières souterraines de Paris (à savoir les trois grands réseaux de carrières souterraines Parisiennes dits réseaux « XIII », « GRS » et « XVI ») constituent une dimension parallèle à la ville et au monde réel. Par extension : l'absence de lumière du jour permet d'oublier la notion de temps, et là où seuls quelques endroits permettent de par le bruit du métro de savoir si on est le jour ou en pleine nuit, le cataphile peut faire l’expérience d'un ermitage total, le rendant seul maître de ce qu'il voit et de ce qu'il entend. La complexité des galeries ne suivant les rues que sous une infime partie de leur superficie crée donc de nombreuses zones à faible passage, où passer plusieurs jours sans croiser ou entendre qui que ce soit est possible.
De nombreux cataphiles, habitués de cette expérience, la rééditent souvent, chaque semaine pour certains, et passent ainsi plusieurs jours sous terre, avec nourriture, hamac et duvet. La plupart des aménagements de consolidation, de creusage et de confort effectués illégalement dans les galeries sont souvent le fait de ces semi-habitants du sous-sol. Certains groupes de cataphiles se sont même spécialisés dans cette pratique, allant jusqu’à aller installer une salle de cinéma sous le palais de Chaillot (par le groupe « Mexicaine de Perforation ») ou une boîte de nuit avec sons et lumières sous la poste centrale de Tolbiac (par le groupe « 4.4.2 »). Le bunker FFI (désormais inaccessible) fut aussi le lieu privilégié de soirées respectables - tout comme la salle Z à sa grande époque.
Ainsi y vit une véritable contre-culture, dite « underground », avec des bars, boîtes de nuit, galeries d'art.

### Exploration rurale
Cette activité, dérivée de l'exploration urbaine, consiste à s'introduire et à visiter des lieux très souvent abandonnés tout en profitant de la tranquillité du milieu rural. Contrairement au milieu de l'exploration urbaine, celui de l'exploration rurale est plus marginal. La connaissance du patrimoine, industriel ou artisanal, est souvent une des motivations de l'activité.
Lieux visités : fermes, coopératives agricoles, silos, maisons, usines, chantiers, bâtiments, cimetières, anciennes voies ferrées…
L'exploration est souvent accompagnée de la prise de photographies de l'endroit visité, parfois d'un relevé de plan.

### Friches industrielles et lieux abandonnés

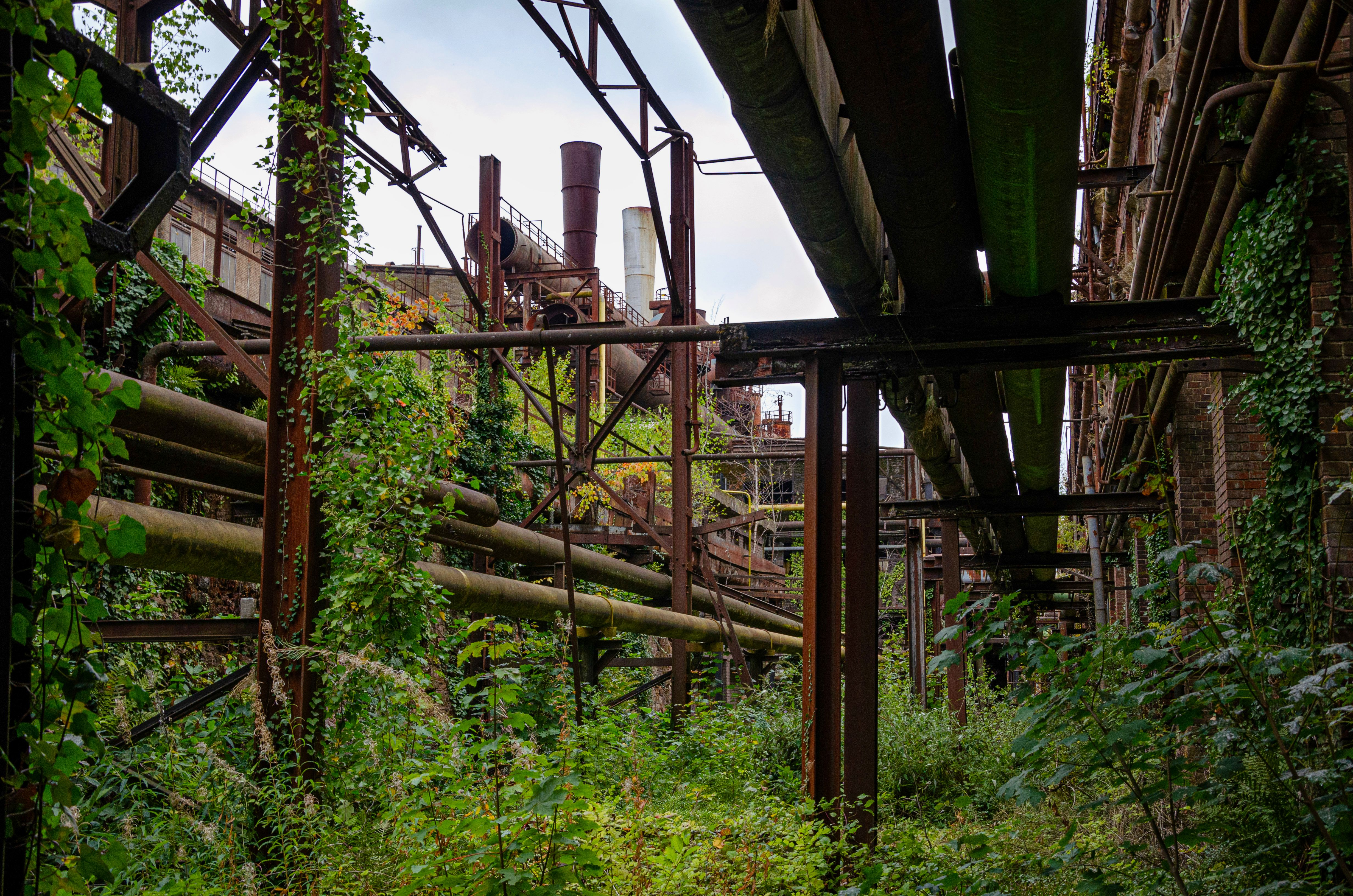
Ancien site sidérurgique.

La visite de sites industriels désaffectés est en théorie interdite, car il s'agit de lieux privés et aussi en raison des dangers qui s'y trouvent (matières dangereuses stockées, risques de chutes, d'effondrement de la structure, électrocution, amiante, etc.), mais elle représente une grande partie de l'activité d'urbex, car la désindustrialisation et les évolutions économiques des années 1990 ont conduit à de multiples abandons de structures industrielles. Il arrive parfois que le site ait été racheté par une collectivité locale ou mis sous tutelle d'un organisme public du type établissement public foncier, pour être dépollué et détruit. Dans ce cas, l'activité d'urbex sert de témoignage visuel d'un patrimoine industriel en voie de disparition,.

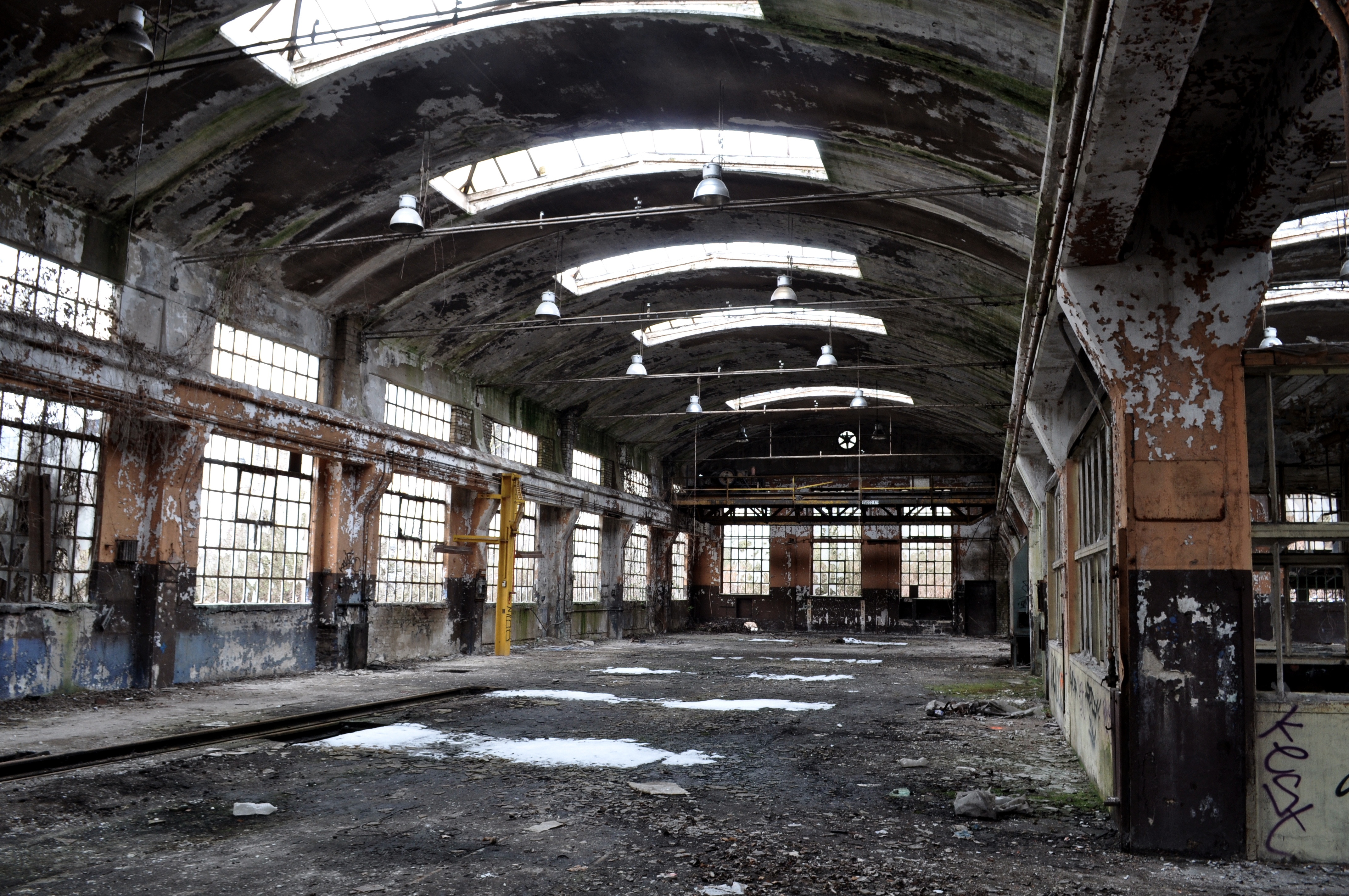
Usine abandonnée.

Cependant il est assez rare de trouver un site industriel encore préservé en raison du vandalisme et du pillage (mobilier, métaux...) très répandus, et certains urbexeurs tentent de faire prendre conscience l'opinion.
Souvent, la visite de tels sites est réalisée par des personnes qui s'intéressent aussi à l'histoire industrielle et respectent les lieux. Des sites industriels classés au patrimoine culturel sont librement visitables et sécurisés (haut fourneau U4 d'Uckange en Moselle , Volklinger Hütte en Allemagne) et constituent une alternative à la visite de sites interdits, mais enlèvent l'aspect de "découverte" et "exploration" propre à l'urbex. On se rapproche alors de l'archéologie industrielle, qui vise à recenser et mettre en valeur le patrimoine industriel du pays. Une discussion commence d'ailleurs à être menée parmi les archéologues sur les liens entre l'urbex et leurs pratiques et certains commencent à fouiller ou étudier des sites d'abandon récent.

### Infiltration
L'infiltration est le fait de pénétrer sans autorisation dans des lieux en activité interdits au public ou hors horaires d'ouverture.
Activité faisant souvent fantasmer les explorateurs en herbe, l'infiltration est rarement une fin en soi. Le cataphile ira dans une galerie technique ou une mine en activité, le toiturophile (qui est le plus souvent confronté aux lieux en activité) passera par l'intérieur d'un bâtiment pour monter sur le toit, etc.
Légalement, l'infiltration est de loin la plus risquée.
Lieux visités : galeries techniques, chantiers, musées, monuments, tours… 

### Réseaux d'adduction d'eau et égouts

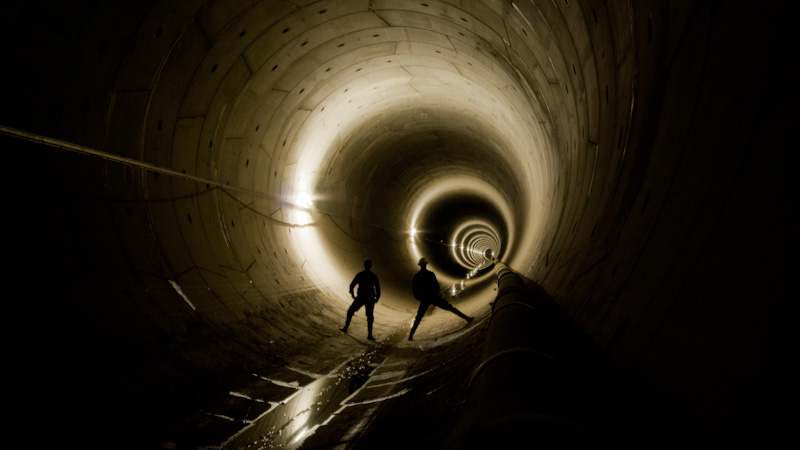
Tunnel de rétention des eaux de pluie en construction sous Paris.

Une des composantes majeures de l'infrastructure des villes est sa gestion des flux d'eaux. Qu'elles soient potables, industrielles, pluviales ou usées, celles-ci nécessitent l'installation de conduites majoritairement souterraines pour leur transport (aqueducs, égouts, canalisations…) ou leur stockage (bassins et déversoirs). Toutes ces infrastructures représentent ainsi un terrain de jeu supplémentaire pour certains explorateurs urbains.
Cette pratique, nommée « draining » chez les anglophones, peut néanmoins s'avérer dangereuse en cas de pluie et a déjà conduit à des accidents mortels. Le Cave-Clan, site internet consacré au draining, a ainsi pour dicton : « When it rains, no drains » (littéralement : « quand il pleut, pas d'égouts pluviaux »).
Cette activité est très pratiquée en Australie, dont le réseau de récupération des eaux pluviales est généralement séparé de celui des eaux usées. Elle reste en revanche assez peu courante en France, une raison probable étant le caractère unitaire des égouts français : les eaux pluviales et usées circulent ainsi souvent dans le même réseau. Celui-ci peut en outre, comme c'est le cas à Paris, être régulé et sujet à des lâchers d'eau importants, y compris par temps sec. Enfin, la présence de gaz (méthane ou sulfure d'hydrogène) issus de la fermentation de matières organiques peut représenter une menace réelle. Ces facteurs tendent donc à en rendre les visites particulièrement dangereuses dans l'Hexagone.

### Ouvrages ferroviaires
Métro, train, dépôt, tunnels ferroviaires, Gare internationale de Canfranc (Espagne) : bâtiment voyageurs de 400 m de long dont une grande partie est désaffectée, Ligne de Petite Ceinture autour de Paris, etc.

### Ouvrages militaires

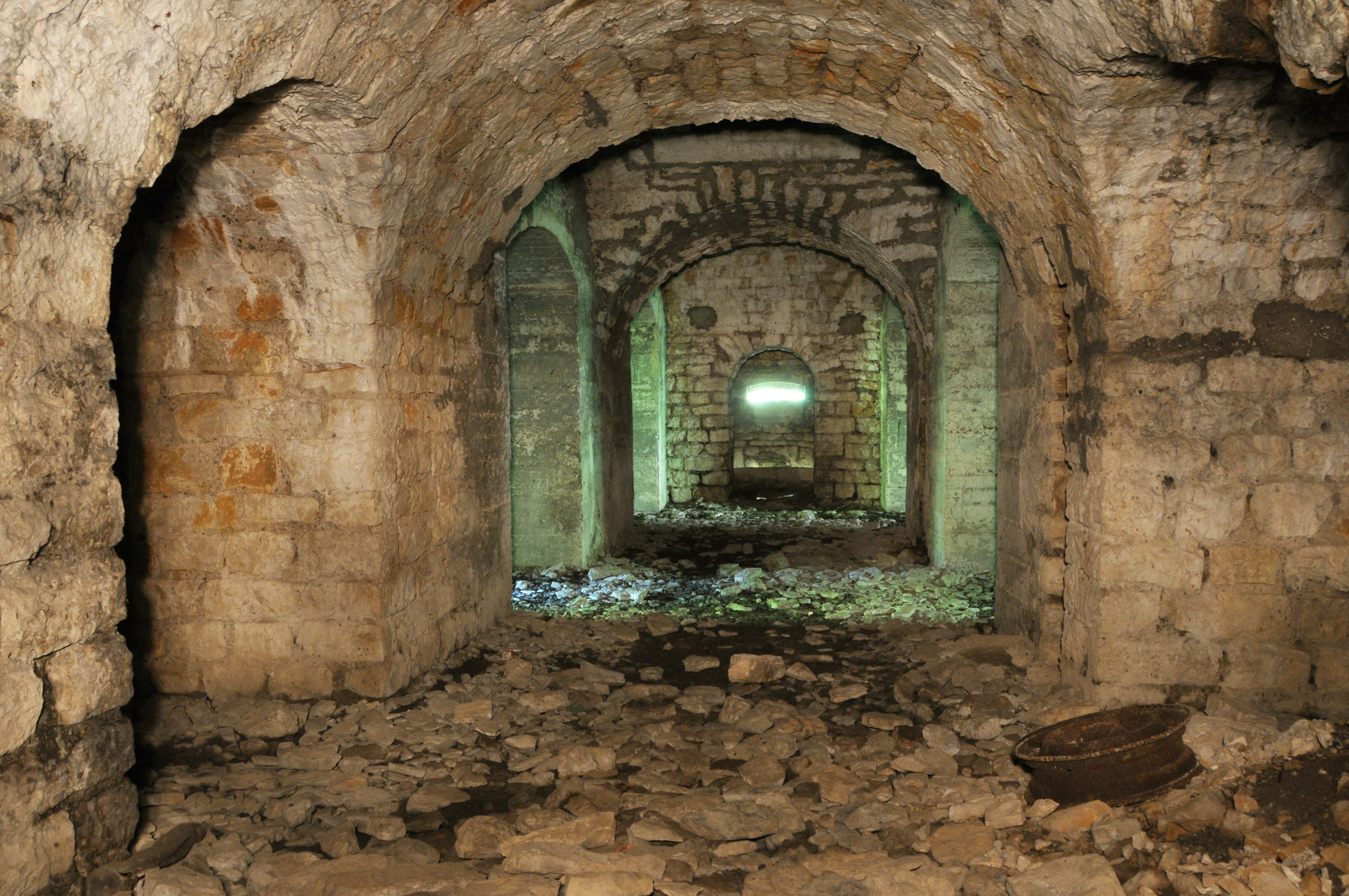
Dans la caponnière double nord du fort du Salbert, près de Belfort.

Casemate, forts abandonnés et bunkers.

## Risques liés à cette activité

### Risques juridiques
En France, l'explorateur qui pénètre dans des lieux privés s'expose à un risque légal (pénétration avec ou sans effraction dans le bien d'autrui ; mais cela pourrait aller jusqu'à des accusations d'espionnage ou d'atteinte à la Sûreté de l'État). Les textes qui peuvent être invoqués dépendent des lieux et des circonstances et peuvent être renforcés par des décrets, arrêtés préfectoraux, ou règlements internes de certaines administrations. 
Deux textes dans le code pénal peuvent être invoqués dans la majorité des cas pour condamner les explorateurs. L'article 226-4 qui stipule que « L'introduction dans le domicile d'autrui à l'aide de manœuvres, menaces, voies de fait ou contrainte, hors les cas où la loi le permet, est puni d'un an d'emprisonnement et de 15 000 euros d'amende » et l'article 226-4-3 : « Sans préjudice de l'application de l'article 226-4, dans le cas où le caractère privé du lieu est matérialisé physiquement, pénétrer sans autorisation dans la propriété privée rurale ou forestière d'autrui, sauf les cas où la loi le permet, constitue une contravention de la 4e classe ».
Les catacombes sont couvertes par l'article 225-17, alinéa 2 du Code pénal : « La violation ou la profanation, par quelque moyen que ce soit, de tombeaux, de sépultures ou de monuments édifiés à la mémoire des morts est punie d'un an d'emprisonnement et de 15 000 euros d'amende ». 
D'autres lieux peuvent être couverts par d'autres textes.
Cependant, l'interprétation de ces lois dépend de nombreuses subtilités légales, laissées à l'appréciation des juges et à la faconde des avocats. Dans les faits, les condamnations sont rares lorsqu'aucune dégradation ne peut être prouvée (ce qui implique d'éviter toute effraction). 
Le cas des Untergunther installant un atelier clandestin dans la coupole du Panthéon, monument protégé, est représentatif de ce flou des textes condamnant la seule intention de pénétrer dans un lieu sans y commettre d'autres actes délictueux.

### Risques physiques
- Les risques physiques liés à cette activité sont de plusieurs natures : chute de l'explorateur ou chute de pierres, effondrements, etc. ; des risques liés à l'eau (inondation subite d'un conduit) ; risques liés aux gaz (absence d'oxygène, présence de gaz toxiques (CO, CO2, H2S…)[20]), risques d'explosion (grisou, poussières). L'exposition à l'amiante dégradée dans certains sites est également à prendre en compte.
- Le Lyonnais « Siirvgve », de son vrai nom Maxime Sirugue (d) , adepte de grimpe urbaine, se tue le 12 janvier 2017, à l'âge de 18 ans, alors qu'il escaladait le pont ferroviaire de la Mulatière, à Lyon, pour immortaliser les hauteurs de la ville[21].

## Rencontres et médias
Les regroupements autour de l'urbex sont notamment préparés via des forums ou les réseaux sociaux, tout en s'aidant souvent de Google Street View.
Avec l'avènement d'Internet, les modes de transmission de l'information et d'initiation ont été bouleversés. La création de nombreux sites internet et forums remplis de localisations et photos ont vulgarisé l'activité. Parmi les cataphiles deux courants d'opinions s'affrontent sur ce point.
Internet a permis aussi et surtout le rapprochement d'amateurs de friches séparés par de grandes distances et des interactions entre les différentes scènes européennes et mondiales.

## Pratique par pays

### Allemagne
Les régions qui ont connu des phénomènes de désindustrialisation comme la Ruhr et l'Allemagne de l'Est sont des terrains de prédilection de l'Urbex d'autant plus dans la seconde, où la réunification allemande a conduit à l'abandon de nombreuses infrastructures de l'ex-République démocratique allemande. Il y a de nombreux sites d'urbexeurs allemands qui rendent compte de la pratique et de l'ampleur des abandons, comme par exemple celui de Lucklum

### Australie

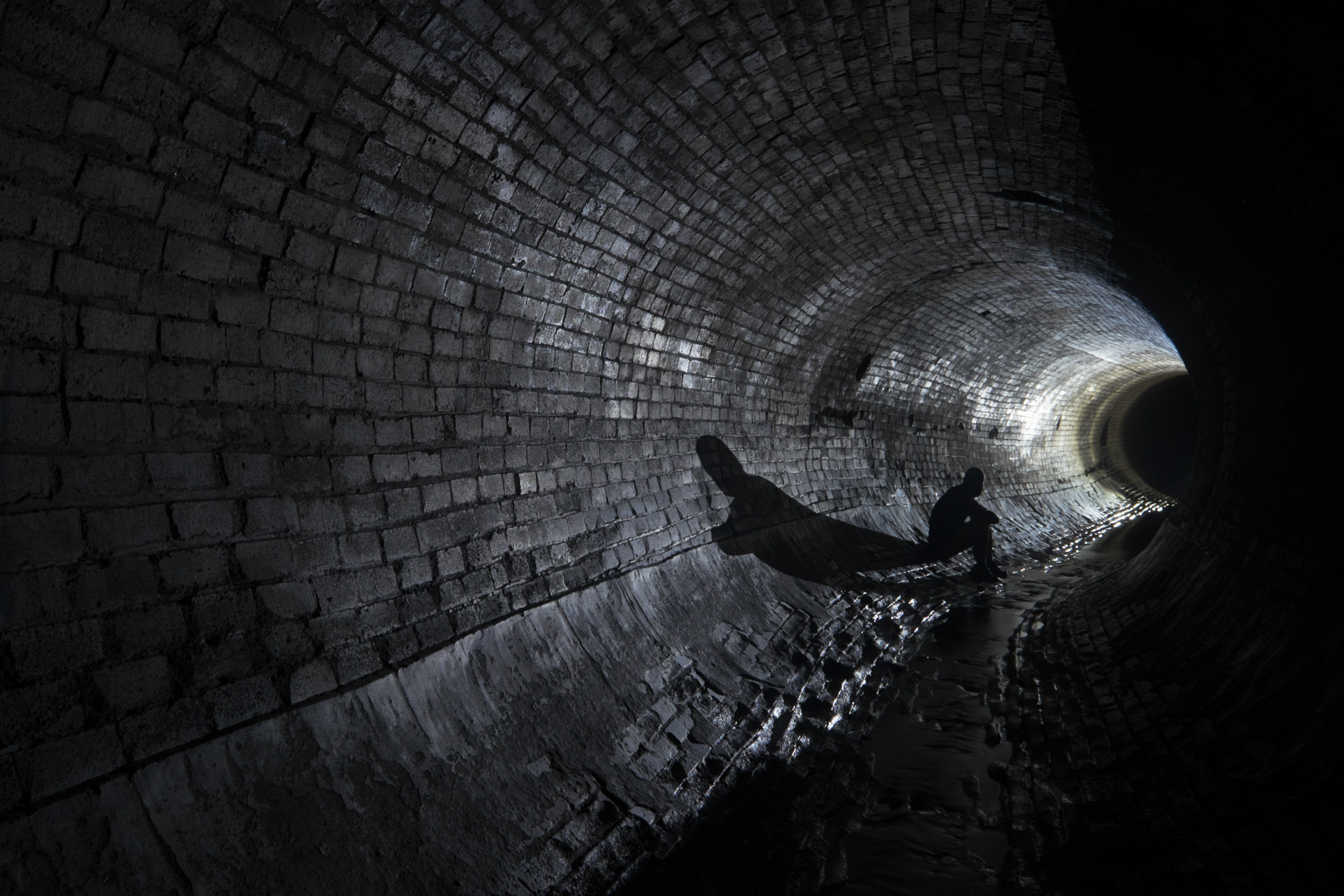
Batcave, un des drains les plus célèbres de Brisbane en Australie.

En Australie, l'exploration urbaine est née avec le Cave Clan en janvier 1986 créé par trois adolescents de Melbourne. Ils sont spécialisés dans l'exploration des « drains », qui sont des égouts pluviaux. Depuis, le groupe compte des ramifications dans tous les états et grandes villes australiennes.

### Belgique
La Belgique regorge de bâtiments abandonnés en tout genre. Cela va de bâtiments publics comme des hôpitaux aux bâtiments industriels en passant par de belles demeures privées dont de nombreux châteaux. À la suite du déclin de l'industrie lourde, certaines régions comme Liège et le Pays Noir sont propices aux découvertes industrielles comme l'industrie minière et métallurgique. Celles-ci profitent maintenant aux explorateurs venus du monde entier.
Les principaux explorateurs belges abordent le sujet de plusieurs manières, certains axés uniquement sur la photographie, d'autres plutôt sur le patrimoine et les derniers voient l'exploration comme un côté sportif.
Un magazine alternatif a rédigé plusieurs numéros sur ce phénomène mettant en avant certains de ces explorateurs originels. Connu sous le nom de Focale-Alternative, ce site propose un magazine de type portfolio et des interventions audio sur la démarche artistique des intervenants.

### Canada
La « scène » canadienne est très active. À Montréal seulement, on estime à une trentaine le nombre d'explorateurs assidus. Parmi leurs lieux de prédilection, on compte l'ancienne brasserie Dow, l'usine de Canada Maltage (quartier Saint-Henri), le silo no5 ainsi que l'incinérateur des Carrières et Dickson.
De grands événements portant sur l'exploration urbaine ont pris naissance au Canada, par exemple les OPEX :
- OPEX 94', qui s'est tenu en août 2004 à Toronto, en Ontario ;
- OPEX 95', qui s'est tenu en septembre 2005 à Montréal, au Québec ;
- OPEX 86', qui s'est tenu en septembre 2006 à Vancouver, en Colombie-Britannique.

OPEX regroupe chaque année au moins une quarantaine d'explorateurs urbains du monde entier, de la ville de Vancouver jusqu'en Australie en passant par l'Écosse.
L'EUROPEX est une manifestation centrée sur l'exploration en Europe de l'Ouest.
D'autres événements sont organisés, mais, cette fois, en étant plutôt basés sur les réseaux sociaux comme l’urbex meet qui se produit la plupart du temps à Montréal.

### États-Unis
Une importante communauté d'explorateurs urbains est établie à travers l'immense territoire américain. À la fin des années 1990 et au début des années 2000, le fanzine canadien Infiltration de Ninjalicious était emblématique du mouvement.
Dans les années 2000, la crise économique aggrave la situation de la ville de Détroit qui devient malgré elle la nouvelle destination des explorateurs urbains. Une grande partie de la ville étant abandonnée, de par la fermeture de multiples entreprises et de l'exode qui en découla.

### France

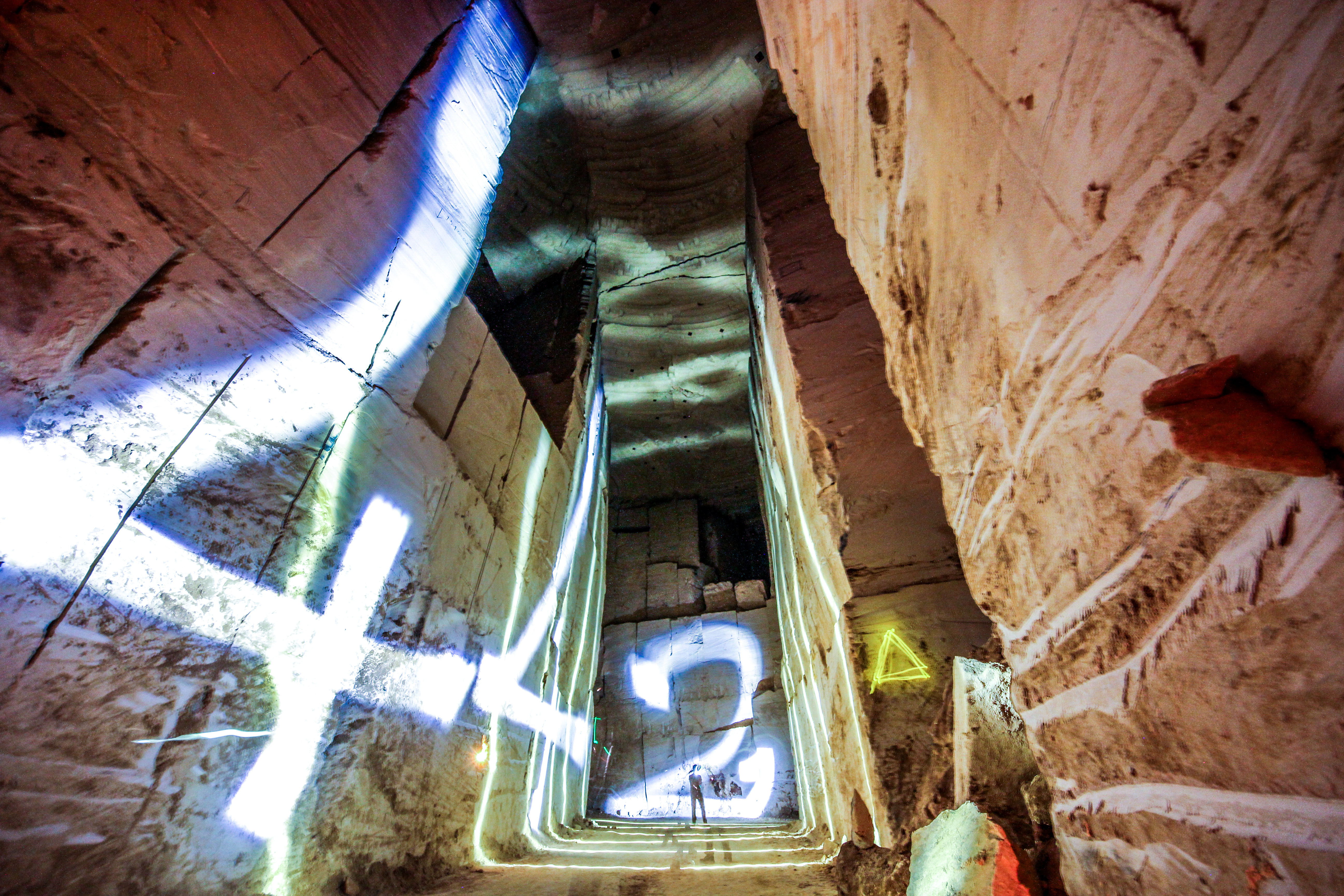
Light painting dans une carrière de calcaire abandonnée en France.

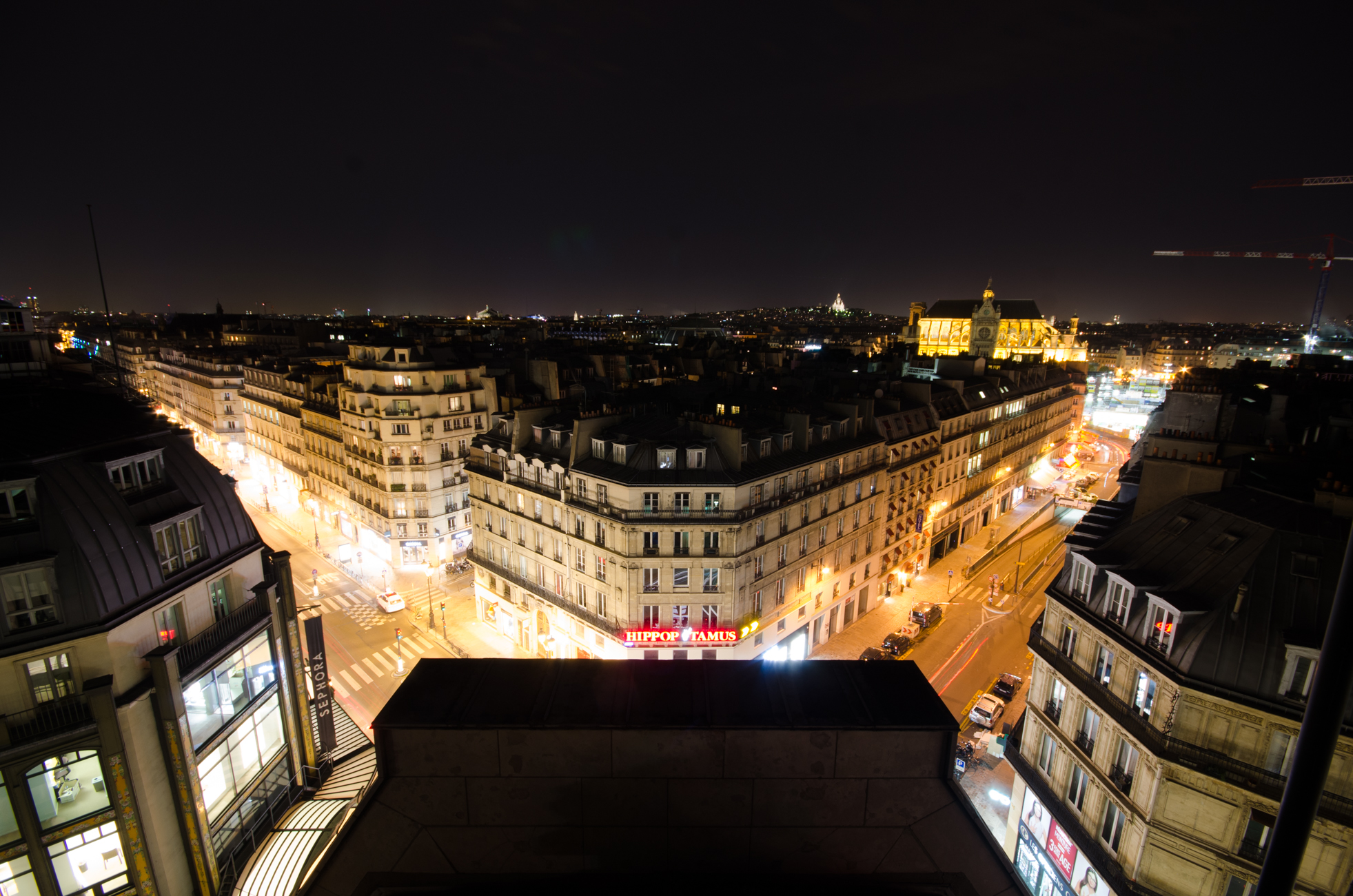
Exemple de vue depuis les toits parisiens.

En France, l'exploration urbaine fut jadis majoritairement issue de la cataphilie parisienne et de ses ramifications. Elle s'est rapidement diffusée dans l'ensemble du pays.
D'abord présente uniquement sur le net autour d'une communauté restreinte basée sur un site de chat, la « riffzone », elle a vu apparaître ses premiers forums destinés aux Parisiens, Lyonnais, puis partout en France.
Elle a fait son apparition dans les médias conventionnels dans un second temps, notamment de par la multiplication des reportages sur la cataphilie, la toiturophilie, et leurs rediffusions illimitées sur les chaines de la TNT.
De nos jours, de nombreux sites web, profils Flickr et pages Facebook se sont créés depuis les années 2010, entraînant la découverte et le partage de très nombreux sites encore inconnus, mais aussi un réel débat sur sa pratique, ses codes de déontologie quant à la discrétion et la préservation des lieux. Les débats sont fréquents et parfois houleux sur les nombreuses discussions liées à cette pratique sur les réseaux sociaux. Des galeries d'art spécialisées dans la photographie s'intéressent aussi à ce phénomène, la beauté émerge du déclin de ces lieux.
C'est aussi à ce jour le seul pays à compter une boutique consacrée à cette pratique, première du genre à proposer un matériel spécifique destiné à l'exploration urbaine et à la cataphilie.

#### Scène parisienne

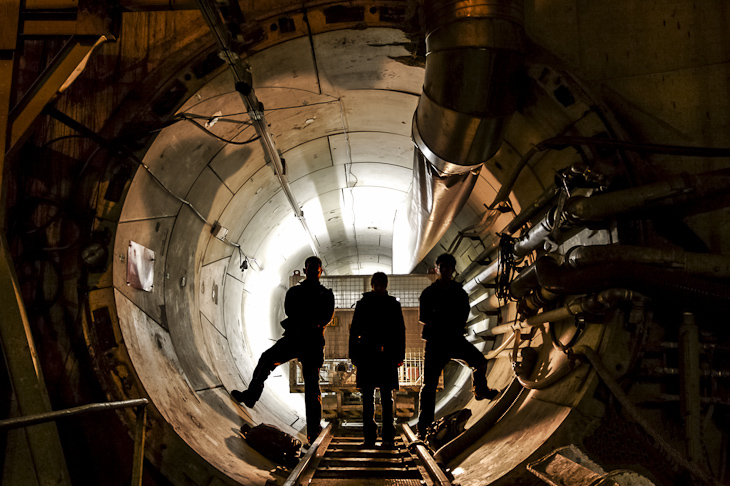
Explorateurs à l'entrée d'une galerie technique en cours de construction à Paris, France.

La ville de Paris et sa proche banlieue ayant perdu dès les années 2000 de très nombreux sites, à cause d'une part de la flambée des prix de l'immobilier (beaucoup de destructions/réaménagements) et d'autre part de la gentrification (entraînant le perfectionnement et l'augmentation des systèmes de sécurité et des patrouilles de police), les explorateurs urbains ne peuvent que constater le déclin parisien en matière de lieux visitables, voire simplement conservés, et non détruits. Auparavant parsemée de très nombreuses friches et sites d'exception (parfois à l'abandon depuis plus de 60 ans) la ville a vu lors des grands projets des années 1990 (Zac Paris Rive Gauche, Gare d'Orsay, Zac Boulogne, Seguin, etc) et des années 2000 (Zac Batignolles, Grand Paris, petite ceinture, etc) une grande partie de ces lieux détruits ou réaménagés.
- De très nombreux squats parisiens ainsi que leurs collectifs, souvent tributaires de ce genre de lieux pour des raisons d'habitation et/ou d'espace créatif, se sont donc métamorphosés de même : les occupations d'immeubles, parfois de bureaux, et ce même dans des quartiers luxueux (squat de la rue de Volnay et de la place de Rio à titre d'exemple).
- La plupart des sommets parisiens, accessibles facilement pendant de très nombreuses années (incluant les églises et cathédrales de la capitale) ont été presque tous sécurisés, et mis sous surveillance.

Mais le mouvement cataphile, principal moteur de la scène parisienne, est né dans les années 1970 (bien que l'expression ne date que des années 1980) de la descente de nombreux étudiants du Quartier Latin dans les anciennes carrières souterraines de Paris pour y faire la fête. Certains d'entre eux vont aller plus loin et se mettre à fréquenter les lieux tous les week-ends.
Jusqu'à la fin des années 1980 les Catacombes de Paris sont un endroit à la mode où se croisent skinheads et étudiants.
À la fin des années 1990, certains, lassés des galeries de carrières et incités par les médias et internet, s'exportent dans d'autres lieux de la capitale et élargissent leur champ d'activité : la cataphilie devient une branche particulière de l’exploration urbaine à la française.
La scène parisienne est aujourd'hui très active, les catacombes drainant un grand nombre de personnes qui par la suite s'intéressent à d'autres types d'endroits.
Certains groupes décorent et s'installent dans des lieux abandonnés ou pas, ce que l'on ne trouve nulle part ailleurs. Accessibles de façon très aisée depuis les années 1980 via une « chatière » sur une friche ferroviaire, qui a récemment été murée, bétonnée et enterrée, compliquant considérablement l’accès aux carrières.

#### Scène lyonnaise et alpine
Depuis les années 2000, une deuxième scène émerge et se médiatise. Celle-ci s'est d'abord rassemblée autour de passionnés des anciens souterrains de drainage lyonnais et d'un réseau unique au monde sous la Croix-Rousse : les « arêtes de poisson ». La proximité de Lyon avec le massif des Alpes a permis la création d'une communauté élargie entre les visiteurs des mines alpines et les cataphiles lyonnais.
Plusieurs livres sur ces réseaux oubliés sont aujourd'hui parus. Les cataphiles lyonnais se sont mobilisés pour préserver le réseau des arêtes de poissons de la construction du deuxième tunnel sous la Croix-Rousse. Lyon compte également quelques toiturophiles et explorateurs urbains assez actifs au niveau européen[réf. nécessaire].

## Dans la culture populaire

### Au cinéma
- The Deep House, film d'horreur français écrit et réalisé par Alexandre Bustillo et Julien Maury, sorti en 2021.
Un jeune couple d'anglo-saxons, Tina (Camille Rowe) et Ben (James Jagger), prépare un documentaire sur l'exploration urbaine pour leur chaîne sur YouTube. Ils voyagent dans le sud de la France, et apprennent l'existence d'une maison abandonnée qui gît au fond d'un lac dans une zone retirée[30].

#### Articles de presse
- « Dans le monde secret des explorateurs urbains », sur LeFigaro.fr, 31 août 2007
- Aurore Coulaud, « L'urbex, la nature à bord de la ruine », Libération (site web), 5 août 2021
- Pauline Darbey, « Beaucoup de gens font de l'Urbex sans le savoir », Le Parisien, 10 juin 2019
- Martin Roussel, « Une nuit avec "la Mexicaine de perforation" », sur Next Magazine de Libération, 26 novembre 2004
- Ondine Millot, « La nuit sur un toit brûlant », sur Libération.fr, 1er octobre 2005
- Héloïse Pons, « Les touristes des ruines », Le Point, 5 septembre 2019
- « Derrière le rideau du théâtre urbain », sur Zelium, 8 décembre 2012